# خواجه‌مستان
شهر خواجه‌مستان (به تاجیکی: Хоҷамастон) در استان ختلان در کشور تاجیکستان واقع شده‌است. جمعیت این شهر ۱۱٬۳۱۵ نفر است.